# Casa Pruna (Sant Just Desvern)
La Casa Pruna és un edifici del municipi de Sant Just Desvern (Baix Llobregat) que forma part de l'Inventari del Patrimoni Arquitectònic de Catalunya. El projecte de casa per a en Pere Pruna es realitzà el 1909. Segons el cadastre el 1912 es construeix i el 1935 es reforma.

## Descripció
És un edifici entre mitgeres d'inspiració neogòtica i coronament amb merlets. Les finestres s'acaben per dalt amb una variant de l'arc lobulat que se suporta en un "cul de llàntia", contenint esgrafiats florals entre llinda i arc. El coronament és de merlets, amb el central sobrealçat i a on s'inscriu un escut de la Mancomunitat de Catalunya. Cal remarcar l'acurat treball de la barana.